# Otradnyj

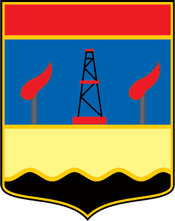
Stadens vapen.

Otradnyj (ryska Отра́дный) är en stad i Samara oblast i Ryssland. Folkmängden uppgick till 47 593 invånare i början av 2015.